# Resolución 1803 del Consejo de Seguridad de las Naciones Unidas
La resolución 1803 del Consejo de Seguridad de las Naciones Unidas fue adoptada el 3 de marzo de 2008. El Consejo, actuando en búsqueda del artículo 41 del Capítulo VII de la Carta de las Naciones Unidas, exigió a Irán que desistiera de cualquier forma de enriquecimiento de uranio.
La resolución fue aprobada con 14 votos a favor y ninguno en contra, con la abstención de Indonesia.